# Церква Святого Миколая (Гиньківці)
Церква Святого Миколая в Гиньківцях — парафія і храм греко-католицької громади Товстенського деканату Бучацької єпархії Української греко-католицької церкви в селі Гиньківці Чортківського району Тернопільської области.
Оголошена пам'яткою архітектури місцевого значення (охоронний номер 508).

## Історія церкви
Перша згадка про село датується 1427 роком, а про греко-католицьку парафію та храм відомо з 1876 року, коли він був збудований. Храм реставрували у 2009 році, а художні роботи виконав Василь Рівнях.
З 1946 по 1990 рік церква була закрита державною владою. Парафія була відновлена в лоні УГКЦ у 1990 році.
При парафії діють:
- Братство «Апостольство молитви» (з 1990 року).
- Марійська дружина (з 2004 року).
- Спільнота «Матері в молитві» (з 2013 року).

На території села є капличка і хрести парафіяльного значення.

## Парохи
- о. Іполит Левицький (1876—1897),
- о. Михайло Гаврилюк (1897—1911),
- о. Теодор Мицько (1911—1922),
- о. Василь Лозовий (1922—1946),
- о. Володимир Чорноокий (1990—1992),
- о. Олег Гронський (1992—2001)
- о. Петро Заліпа (з 2001).